# إدوارد مونتجومري
إدوارد مونتجومري (بالإنجليزية: Edward Montgomery)‏ هو سياسي أسترالي، ولد في 5 يوليو 1906، وتوفي في 8 يونيو 1986. انتخب عضو الجمعية التشريعية فيكتوريا.